# HD 225218
HD 225218 je četverozvezdje v severnem ozvezdju Andromeda. Primarna komponenta HD 225218 A je orjakinja z zvezdnim razredom B9III in z navidezno magnitudo 6,16, je pa tudi kandidat za lambda zvezdo Volarja. Ima sopotnika 9,65. magnitude, HD 225218 B, ki okoli nje kroži na razdalji 5,2˝, trenutno pa je na pozicijskem kotu 171°. Primarna zvezda sama po sebi je tudi identificirana kot binarna zvezda skozi interferometrični postopek odkrivanja. Komponenti sta ločeni narazen za 0,165˝. Zvezdi para HD 225218 Aa in HD 225218 Ab krožita ena okoli druge s periodo okrog 70 let in z ekscentričnostjo okoli 0,515. Komponenta B je spektroskopska binarna zvezda.